# Colne Point
Colne Point är en udde i Storbritannien.   Den ligger i riksdelen England, i den sydöstra delen av landet, 90 km öster om huvudstaden London.
Terrängen inåt land är mycket platt. Havet är nära Colne Point åt sydväst.  Närmaste större samhälle är Colchester, 16,9 km nordväst om Colne Point. 